# Alfabeto por palabras
Un alfabeto por palabras es un conjunto de palabras de las que cada una representa a una letra del alfabeto. Por lo tanto, el sistema consiste en tantas palabras como letras tiene el alfabeto, y cada una de estas palabras comienza con una letra del alfabeto. 
Los alfabetos de palabras se usan para la comunicación entre dos o más personas por radio o por teléfono en los casos en los que es importante que no se produzcan errores en la comprensión de datos o mensajes. Los alfabetos por palabras se usan de forma generalizada en todo tipo de actividades, y muy especialmente en la navegación marítima y aérea.
Existen múltiples alfabetos por palabras en los más diversos idiomas. El más conocido es, el que estableció la Organización Internacional de Aviación Civil, y después el alfabeto fonético de la OTAN que es básicamente una copia del anterior.

## Tabla de correspondencia internacional
Los siguientes ejemplos proceden de varias lenguas.
| Letra | OACI     | Fuerzas británicas 1952 | RAF 1942–43    | LAPD    | Francés  | Alemán (DIN 5009) | Neerlandés | Italiano    | Español    | Sueco   | Danés/Noruego     | Finés   | Turco  |
| ----- | -------- | ----------------------- | -------------- | ------- | -------- | ----------------- | ---------- | ----------- | ---------- | ------- | ----------------- | ------- | ------ |
| A     | Alpha    | Able                    | Apple          | Adam    | Anatole  | Anton             | Anna       | Ancona      | Albacete   | Adam    | Alfa              | Aarne   | Aydın  |
| Ä     | -        | -                       | -              | -       | -        | Ärger             | -          | -           | -          | Ärlig   | -                 | Äiti    | -      |
| B     | Bravo    | Baker                   | Beer           | Boy     | Berthe   | Berta             | Bernard    | Bologna     | Burgos     | Bertil  | Bravo             | Bertta  | Bekir  |
| C     | Charlie  | Charlie                 | Charlie        | Charles | Célestin | Cäsar             | Cornelis   | Como        | Cáceres    | Caesar  | Charlie           | Celsius | Cemal  |
| Ch    | -        | -                       | -              | -       | -        | Charlotte         | -          | -           | Chile      | -       | -                 | -       | -      |
| D     | Delta    | Dog                     | Dog            | David   | Désiré   | Dora              | Dirk       | Domodossola | Dinamarca  | David   | Delta             | Daavid  | Deniz  |
| E     | Echo     | Easy                    | Edward         | Edward  | Eugène   | Emil              | Eduard     | Empoli      | España     | Erik    | Echo              | Eemeli  | Engin  |
| F     | Foxtrot  | Fox                     | Freddy         | Frank   | François | Friedrich         | Ferdinand  | Firenze     | Francia    | Filip   | Foxtrot           | Faarao  | Fener  |
| G     | Golf     | George                  | George         | George  | Gaston   | Gustav            | Gerard     | Genova      | Granada    | Gustav  | Golf              | Gideon  | Gazi   |
| H     | Hotel    | How                     | Harry          | Henry   | Henri    | Heinrich          | Hendrik    | Hotel       | Higo       | Helge   | Hotel             | Heikki  | Halat  |
| I     | India    | Item                    | In             | Ida     | Irma     | Ida               | Izaak      | Imola       | Italia     | Ivar    | India             | Iivari  | İstif  |
| J     | Juliet   | Jig                     | Jug / Johnny   | John    | Joseph   | Julius            | Julius     | I lunga     | Jaén       | Johan   | Juliet            | Jussi   | Jale   |
| K     | Kilo     | King                    | King           | King    | Kléber   | Kaufmann          | Karel      | Cappa       | Kilo       | Kalle   | Kilo              | Kalle   | Kilo   |
| L     | Lima     | Love                    | Love           | Lincoln | Louis    | Ludwig            | Lodewijk   | Livorno     | León       | Ludvig  | Lima              | Lauri   | Liman  |
| M     | Mike     | Mother                  | Mary           | Marcel  | Martha   | Maria             | Milano     | Madrid      | Madrid     | Mike    | Matti             | Merih   | Miguel |
| N     | November | Nan                     | Nuts           | Nora    | Nicolas  | Nordpol           | Nico       | Napoli      | Navarra    | Niklas  | Niklas            | Niilo   | Neptün |
| Ñ     | -        | -                       | -              | -       | -        | -                 | -          | -           | Ñoño       | -       | -                 | -       | -      |
| O     | Oscar    | Oboe                    | Orange         | Ocean   | Oscar    | Otto              | Otto       | Otranto     | Oviedo     | Olof    | Oscar             | Otto    | Oruç   |
| Ö     | -        | -                       | -              | -       | -        | Ökonom            | -          | -           | -          | Östen   | -                 | Öljy    | -      |
| P     | Papa     | Peter                   | Peter          | Paul    | Pierre   | Paula             | Pieter     | Padova      | París      | Petter  | Papa              | Pekka   | Pilot  |
| Q     | Quebec   | Queen                   | Queen          | Queen   | Quintal  | Quelle            | Quotiënt   | Quarto      | Queso      | Quintus | Quebec            | Kuu     | -      |
| R     | Romeo    | Roger                   | Roger / Robert | Robert  | Raoul    | Richard           | Rudolf     | Roma        | Roma       | Rudolf  | Romeo             | Risto   | Roket  |
| S     | Sierra   | Sugar                   | Sugar          | Sam     | Suzanne  | Samuel            | Simon      | Savona      | Sevilla    | Sigurd  | Sierra            | Sakari  | Süngü  |
| Sch   | -        | -                       | -              | -       | -        | Schule            | -          | -           | -          | -       | -                 | -       | -      |
| ß     | -        | -                       | -              | -       | -        | Eszett            | -          | -           | -          | -       | -                 | -       | -      |
| T     | Tango    | Tare                    | Tommy          | Tom     | Thérèse  | Theodor           | Teunis     | Torino      | Toledo     | Tore    | Tango             | Tyyne   | Türk   |
| U     | Uniform  | Uncle                   | Uncle          | Union   | Ursule   | Ulrich            | Utrecht    | Udine       | Úbeda      | Urban   | Uniform           | Urho    | Ulu    |
| Ü     | -        | -                       | -              | -       | -        | Übermut           | -          | -           | -          | Übel    | -                 | -       | -      |
| V     | Victor   | Victor                  | Vic            | Victor  | Victor   | Viktor            | Victor     | Venezia     | Valencia   | Viktor  | Victor            | Vihtori | Vatan  |
| W     | Whiskey  | William                 | William        | William | William  | Wilhelm           | Willem     | Vu doppia   | Washington | Wilhelm | Whiskey           | Wiski   | -      |
| X     | X-ray    | X-ray                   | X-ray          | X-ray   | Xavier   | Xanthippe         | Xanthippe  | Ics         | Xilófono   | Xerxes  | X-ray             | Äksä    | -      |
| IJ    | -        | -                       | -              | -       | -        | -                 | IJmuiden   | -           | -          | -       | -                 | -       | -      |
| Y     | Yankee   | Yoke                    | Yoke / Yorker  | Yellow  | Yvonne   | Ypsilon           | Ypsilon    | Ipsilon     | Yugoslavia | Yngve   | Yankee            | Yrjö    | Yavuz  |
| Z     | Zulú     | Zebra                   | Zebra          | Zebra   | Zoé      | Zacharias         | Zaandam    | Zara        | Zamora     | Zäta    | Zulú              | Tseta   | Zeybek |
| Æ     | -        | -                       | -              | -       | -        | -                 | -          | -           | -          | Æ       | Ægir/Ærlig        | -       | -      |
| Ø     | -        | -                       | -              | -       | -        | -                 | -          | -           | -          | -       | Ødis/Ørnulf/Østen | -       | -      |
| Å     | -        | -                       | -              | -       | -        | -                 | -          | -           | -          | Åke     | Åse/Ågot          | Åke     | -      |